# College rock
El término college rock se usa en Estados Unidos para describir el rock alternativo de los años 1980, antes de que el término "alternativo" entrara en el uso común. Se transmitía principalmente en las radios universitarias, con bandas que combinaban la experimentación del post-punk y el new wave con un estilo musical más cercano al pop y manteniendo una sensibilidad underground. No es necesariamente un género como tal, pero existen algunos puntos en común entre bandas de college rock. Artistas como R.E.M, Violent Femmes, Hüsker Dü, 10000 Maniacs y The Replacements son algunos de los ejemplos más conocidos a mediados de la década de 1980. En la década de 1990, sin embargo, el término sería suplantado por el de rock alternativo, y aparecerían otros subgéneros de gran popularidad como el grunge y el indie rock.

## Grupos
A continuación aparece una lista de los grupos más representativos del género:
- 10,000 Maniacs
- Alex Chilton
- Billy Bragg
- Camper Van Beethoven
- The Chameleons
- The Church
- The Cure
- The Dead Milkmen
- Dinosaur Jr
- Echo & the Bunnymen
- The Fall
- The Feelies
- Felt
- Galaxie 500
- The Go-Betweens
- Hüsker Dü
- Robyn Hitchcock
- Jane's Addiction
- The Jesus and Mary Chain
- Killing Joke
- The La's
- Meat Puppets
- Midnight Oil
- Minutemen
- Mission of Burma
- Orange Juice
- New Order
- Peter Murphy
- Pixies
- The Psychedelic Furs
- Prefab Sprout
- Public Image Ltd.
- R.E.M.
- The Replacements
- Siouxsie And The Banshees
- The Smiths
- Social Distortion
- Sonic Youth
- The Stone Roses
- The Sundays
- Suzanne Vega
- Talking Heads
- The The
- They Might Be Giants
- U2
- Violent Femmes
- Wipers
- XTC